# Panicum ibitense
Panicum ibitense är en gräsart som beskrevs av Aimée Antoinette Camus. Panicum ibitense ingår i släktet vipphirser, och familjen gräs. Inga underarter finns listade i Catalogue of Life.